# Bicatégorie
En mathématiques, les bicatégories (aussi appelées  2-catégories faibles) sont une généralisation des catégories utilisées pour traiter les cas où la composition des morphismes n'est pas (strictement) associative, mais uniquement associative à isomorphisme près. Cette notion est introduite en 1967 par Jean Bénabou.
Les bicatégories peuvent être considérées comme un affaiblissement des 2-catégories. De manière similaire on obtient, par affaiblissement des 3-catégories, les tricatégories, et plus généralement, on peut obtenir les n-catégories faibles en affaiblissant les n -catégories.

## Définition
Formellement, une bicatégorie {\displaystyle \mathbf {B} } se compose de :
- objets, souvent notés {\displaystyle a,b...}, appelées 0-cellules ;
- morphismes, souvent notés {\displaystyle f,g...}, ayant chacun des objets source et cible fixes, appelés 1-cellules ;
- "morphismes entre morphismes", souvent notés {\displaystyle \rho ,\sigma ...}, ayant chaucun des morphismes source et cible fixes (qui doivent eux-mêmes avoir la même source et la même cible), appelés 2-cellules;

avec un peu plus de structure :
- étant donné deux objets {\displaystyle a} et {\displaystyle b}, il existe une catégorie {\displaystyle \mathbf {B} (a,b)} dont les objets sont les 1-cellules et les morphismes les 2-cellules. La composition de cette catégorie est appelée composition verticale;
- étant donné trois objets {\displaystyle a,b,c}, il existe un bifoncteur {\displaystyle *:\mathbf {B} (b,c)\times \mathbf {B} (a,b)\to \mathbf {B} (a,c)} appelée composition horizontale.

La composition horizontale doit être associative à isomorphisme naturel près, i.e si {\displaystyle f,g,h} sont des morphismes, alors il existe un isomorphisme naturel {\displaystyle \alpha } tel que {\displaystyle h*(g*f)=\alpha ((h*g)*f)}. Certains axiomes de cohérence supplémentaires, similaires à ceux nécessaires pour les catégories monoïdales, doivent en outre être vérifiés : une catégorie monoïdale est en fait une bicatégorie contenant une unique 0-cellule.

## Exemple de la catégorie monoïdale booléenne
Soit une catégorie monoïdale simple, telle que le préordre monoïdal {\displaystyle \mathbf {Bool} } basé sur le monoïde {\displaystyle M=(\lbrace V,F\rbrace ,\land ,V)} par exemple. En tant que catégorie, elle a deux objets {\displaystyle V,F} (Vrai et Faux) et un seul morphisme {\displaystyle g\colon F\to V}.
Nous pouvons réinterpréter ce monoïde comme une bicatégorie ayant un seul objet {\displaystyle x} (une 0-cellule) ; cette construction est analogue à la construction d'une catégorie à partir d'un monoïde. Les objets {\displaystyle V,F} deviennent des morphismes, et le morphisme {\displaystyle g} devient une transformation naturelle (formant une catégorie fonctrice pour la seule hom-catégorie {\displaystyle \mathbf {B} (x,x)}).